# Jean-Louis d’Usson de Bonnac (Diplomat)

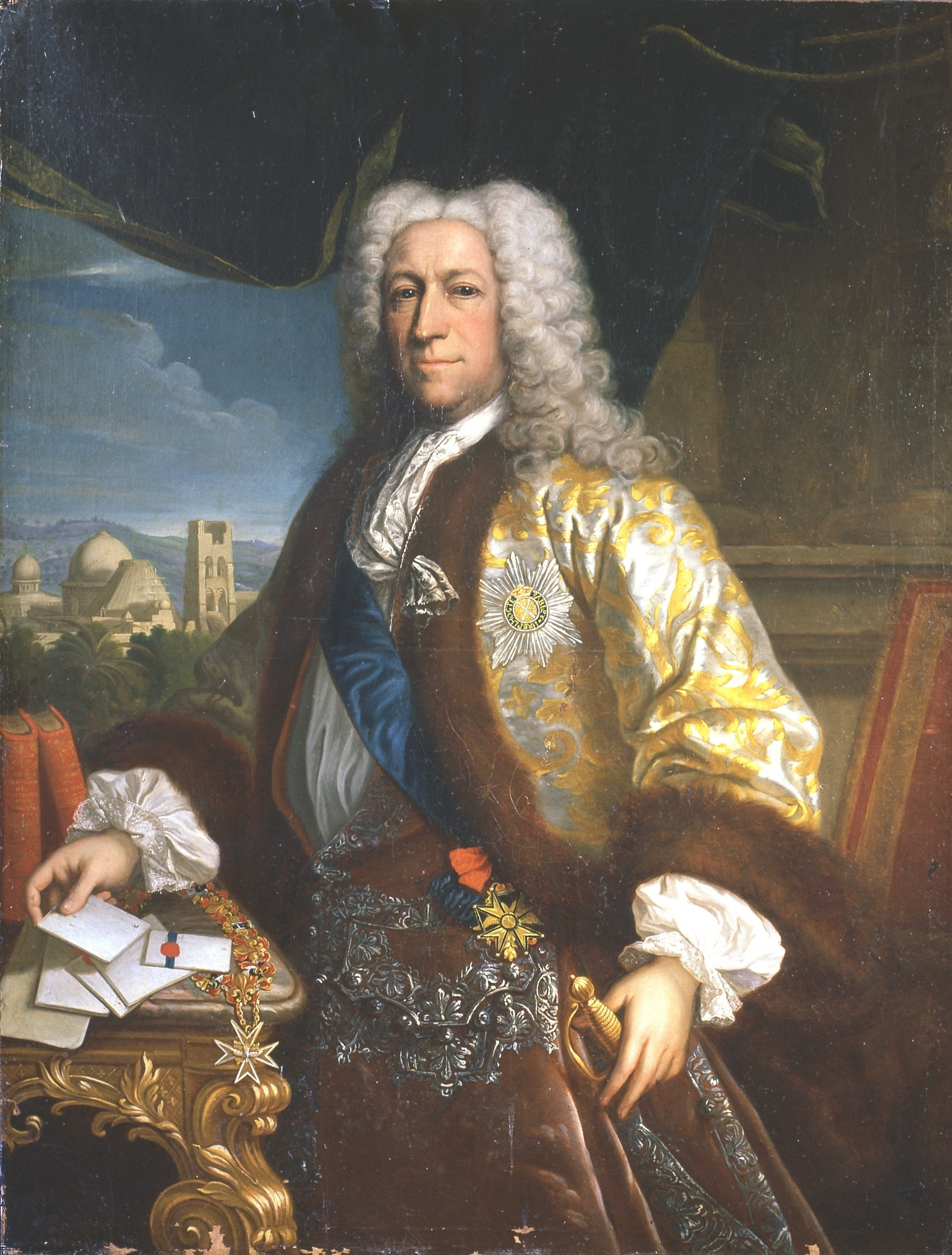
Porträt mit seinen Auszeichnungen

Jean-Louis d’Usson, marquis de Bonnac (* 1672/1673; † 1. September 1738 in Paris) war ein französischer Diplomat. Der Marquis war von 1727 bis 1736 Ambassador in Solothurn.

## Familie
D’Ussons Eltern waren der calvinistische Konvertit Salomon d’Usson und Esther de Jassaud. Er heiratete am 23. Dezember 1715 Françoise Madeleine (1692–1739), Tochter des Mitglieds im Conseil de la Guerre Charles Armand de Gontaut-Biron, später Marschall von Frankreich. Beider Kinder waren:
- François Armand d’Usson, marquis de Bonnac (1716–1778)
- Charles Armand d’Usson de Bonnac, marquis de Donezan
- Victor Timoléon d’Usson de Bonnac
- Pierre Chrysostème d’Usson de Bonnac (1724–1782), Generalmajor und Diplomat
- Jean-Louis d’Usson de Bonnac (1734–1821), Bischof von Agen

## Leben und Wirken
D’Usson begann seine Laufbahn bei den königlichen Musketieren. Er begleitete 1694 seinen Onkel François d’Usson de Bonrepaus an die Botschaft in den Niederlanden. Sieben Jahre später übernahm der das Kommando des Regiments, das die französische Krone bei König Karl XII. von Schweden repräsentierte, im Jahr 1707 wechselte er zu Stanisław Leszczyński in Polen und kehrte 1709 nach der Schlacht bei Poltawa nach Frankreich zurück. Von 1711 bis 1713 war d’Usson Botschafter in Madrid, bevor er von 1716 bis 1724 nach Konstantinopel entsandt wurde.
Im November 1727 ging d’Usson als Ambassador zur Eidgenossenschaft. Wie bei seinem Vorgänger Claude Théophile de Béziade, Marquis d’Avaray, waren seine Hauptaufgaben die Versöhnung der nach dem Zweiten Villmergerkrieg gespaltenen Eidgenossen, erneute Bündnisverhandlungen, die durch die katholischen Orte blockiert wurden, und der Abschluss einer Allianz mit allen Ständen. Seine Position war geschwächt, da Frankreich bei den Pensionszahlungen im Rückstand war und 1731 wiederum versuchte, die Schweizer in Frankreich mit der Taille zu veranlagen.
Im ersten Zuger Harten- und Lindenhandel übte d’Usson anfangs Zurückhaltung gegenüber der Partei der antifranzösischen «Harten». Dennoch wurde 1733–1735 das Bündnis von 1715 zwischen Frankreich und den katholischen Orten der Eidgenossenschaft wechselseitig aufgekündigt. Der Polnische Thronfolgekrieg führte zu einer Vertagung der Bündnisfrage, endgültig gelöst wurde sie erst 1777. Im Oktober 1736 war sein Dienst in Solothurn beendet. D’Usson war dort auch Jean-Jacques Rousseau begegnet und hatte dessen Begleiter als Schwindler enttarnt.

## Auszeichnungen
- Ordre royal et militaire de Saint-Louis: Ritter 1694, Kommandeur 1699
- Orden des Heiligen Andreas des Erstberufenen: 1724
- Orden vom Heiligen Geist: 1726